# Куббуц
Куббу́ц (ивр. קֻבּוּץ‎, иногда встречается вариант киббу́ц) — диакритический знак еврейского письма, относящийся к огласовкам.

## Название

Слева изображён шурук, справа буква бет с куббуцем

В старых книгах по грамматике куббуц называется киббуц пум (קִבּוּץ פּוּם). Это название сократилось до киббуц. Позже все названия огласовок были изменены так, чтобы в их первые слоги входили гласные, обозначаемые ими, таким образом, название киббуц было изменено на куббуц. Это название является общепринятым на данный момент, хотя киббуц всё ещё иногда используется, например, Академией языка иврит.

## Произношение
В библейском иврите куббуц и шурук могли обозначать один и тот же звук, и когда библейские рукописи огласовывались, куббуц просто использовался там, где буква вав не писалась. Хотя исследователями предлагались и другие версии, наиболее распространёнными являются предположения о том, что знаки обозначали гласные разной долготы, причём куббуц обозначал более краткий звук, или что знаки указывали на различающиеся звуки, причём куббуц обозначал более огубленный гласный, хотя это является предметом споров. Возможно также, что библейский иврит имел несколько разновидностей звука /u/, которые не были последовательно обозначены в письменном языке.
Куббуц — одно из обозначений короткого прасемитского звука /u/ (ŭ). Камац-катан — это вариант куббуца в Библии, так как они находятся в отношениях дистрибуции в тесно связанных морфологических частях.
В современном иврите оба знака обозначают звук [u], который транслитерируется как «u». При записи без огласовок звук /u/ всегда обозначается буквой вав, которая в этом случае считается матер лекционис.